# Пинковце
Пинковце (слч. Pinkovce) насељено је мјесто са административним статусом сеоске општине (слч. obec) у округу Собранце, у Кошичком крају, Словачка Република.

## Становништво
| Година:    | 1994. | 2004.    | 2014.   | 2024. |
| ---------- | ----- | -------- | ------- | ----- |
| Број људи: | 212   | 188      | 170     | 187   |
| Разлика:   |       | -11,32 % | -9,57 % | +10 % |

| Година:    | 2023. | 2024.   |
| ---------- | ----- | ------- |
| Број људи: | 184   | 187     |
| Разлика:   |       | +1,63 % |

Према подацима о броју становника из 2011. године насеље је имало 171 становника.